# Euparyphus pygmaea
Euparyphus pygmaea är en tvåvingeart som beskrevs av James 1973. Euparyphus pygmaea ingår i släktet Euparyphus och familjen vapenflugor. Inga underarter finns listade i Catalogue of Life.